# تاکانوبو کوندو
تاکانوبو کوندو (ژاپنی: 近藤 隆信؛ زادهٔ ۸ اوت ۱۹۷۸) یک بازیکن فوتبال اهل ژاپن است.
از باشگاه‌هایی که در آن بازی کرده‌است می‌توان به باشگاه فوتبال آویسپا فوکوئوکا اشاره کرد.